# Андерсон (Аляска)
Андерсон (англ. Anderson) — город в боро Денали, штат Аляска, США. Население составляет 340 человек (оценка, 2019 год).

## История
Андерсон получил своё название в честь Артура Андерсона, одного из первых поселенцев, которые перебрались в этот район в конце 1950-х годов. В 1961 году было окончено строительство авиабазы ВВС США Клир, на которой размещена радиолокационная станция раннего предупреждения. В том же 1961 году была открыта начальная школа. Андерсон получил статус города 2 июня 1962 года.

## География
Площадь города составляет 122,5 км², из них 113,3 км² — суша и 9,2 км² — водные поверхности. Расположен между Аляскинской железной дорогой и рекой Ненана, примерно в 121 км к юго-западу от города Фэрбанкс.

## Население
По данным переписи 2000 года, население города составляло 367 человек. Расовый состав: белые — 86,38 %; афроамериканцы — 4,36 %; коренные американцы — 1,36 %; азиаты — 0,27 %; представители других рас — 0,82 % и представители двух и более рас — 6,81 %. Латиноамериканцы любой расы составляли 5,18 % населения.
Из 101 домашних хозяйств в 40,6 % — воспитывали детей в возрасте до 18 лет, 56,4 % представляли собой совместно проживающие супружеские пары, в 10,9 % семей женщины проживали без мужей, 26,7 % не имели семьи. 20,8 % от общего числа семей на момент переписи жили самостоятельно, при этом 0 % составили одинокие пожилые люди в возрасте 65 лет и старше. В среднем домашнее хозяйство ведут 2,60 человек, а средний размер семьи — 3,05 человек.
Доля лиц в возрасте младше 18 лет — 21,0 %; лиц в возрасте от 18 до 24 лет — 12,0 %; от 25 до 44 лет — 42,0 %; от 45 до 64 лет — 22,6 % и лиц старше 65 лет — 2,5 %. Средний возраст населения — 33 года. На каждые 100 женщин приходится 175,9 мужчин; на каждые 100 женщин в возрасте старше 18 лет — 187,1 мужчин.
Средний доход на совместное хозяйство — $58 750; средний доход на семью — $62 188. Средний доход на душу населения — $23 837.
Динамика численности населения города по годам:
| 1970 | 1980 | 1990 | 2000 | 2010 | 2011 | 2012 | 2013 | 2014 | 2015 | 2016 | 2017 | 2018 | 2019 |
| ---- | ---- | ---- | ---- | ---- | ---- | ---- | ---- | ---- | ---- | ---- | ---- | ---- | ---- |
| 362  | 517  | 628  | 367  | 246  | 253  | 258  | 267  | 259  | 261  | 337  | 340  | 335  | 340  |